# Zorrilla Theater
Het Teatro Zorrilla, later Zorrilla Theater, ook bekend als Dulaang Zorrilla was een prominent theater in de Filipijnse hoofdstad Manilla. Het theater dat plaats bood aan 900 mensen werd op 17 augustus 1893 officieel geopend. Het bevond zich op de hoek van Calle Iris (het huidige Claro M. Recto Avenue) en Calle San Pedro (Evangelista Street) en werd vernoemd naar José Zorrilla, een 19e-eeuwse Spaanse dichter toneelschrijver.  In het theater waren Spaanstalige en Tagalog voorstellingen te zien. Zo waren veel van de beroemde Filipijnse zarzuela voorstellingen uit het begin van de 20e eeuw hier te zien. Zorilla Theater werd in de tweede helft van de jaren 30 gesloopt.